# アリ・コブリン
アリ・コブリン（Ali Cobrin、1989年8月8日 - ）は、アメリカ合衆国の女優。

## 出演作品
- ネイバーズ
- アメリカン・パイパイパイ!完結編 俺たちの同騒会